# 鈴成座
鈴成座（すずなりざ）は、大阪府大阪市西成区にある大衆演劇劇場。

## 概要
- 公演時間：12：00 - 、17:00 -
- 定員：120人（桟敷、座席）
- 入場料：大人 1,500円（前売り 1,300円）

## 沿革
1956年頃、当時の西成区旭北通5丁目1番地に大映の封切館として「鶴見大映」が開業したのが始まりである。その後「鶴見グランド劇場」を併設して2スクリーン体制となるも、大映の倒産や映画の斜陽化も重なり1973年頃に廃業となる。西成区内には当館と同時期にオープンした飛田東映・トビタシネマなども存在していたが、飛田東映・トビタシネマは2015年3月31日に完全閉館しており、西成区内から従来型の映画館がなくなった。
その後建物はしばらく空き家状態となっていたが、ミネオフィスのオーナーの母親が跡地を買い取り、2004年頃に大衆演劇場として現在の「鈴成座」がオープンした。同じミネオフィス経営の劇場として、城東区に満座劇場（閉館）があった。

## その他
- 同じ西成区には、鈴成座以外の大衆演劇劇場として梅南座[3]・オーエス劇場がある。
- 鈴成座のすぐ隣にはストリップ劇場の関西ニューアート（閉館）があった。